# Kirsten Peüliche
Kirsten Peüliche, född  23 augusti 1943 i Köpenhamn, är en dansk skådespelerska.

## Utmärkelser
Peüliche  vann Bodilpriset för bästa kvinnliga biroll för Tänk på ett tal 1969.

## Rollista i urval
- 1967 – Onkel Joakims hemmelighed
- 1969 – Tänk på ett tal
- 1976 – Huset på Christianshavn (TV-serie)
- 1984 – Midt om natten
- 1984 – Samson & Sally (röst)
- 1984 – Nissebanden (DR:s julkalender)
- 1986 – Flamberade hjärtan
- 1989 – Nissebanden i Grønland (DR:s julkalender)
- 2007 – Hvordan vi slipper af med de andre